# Islámský svět

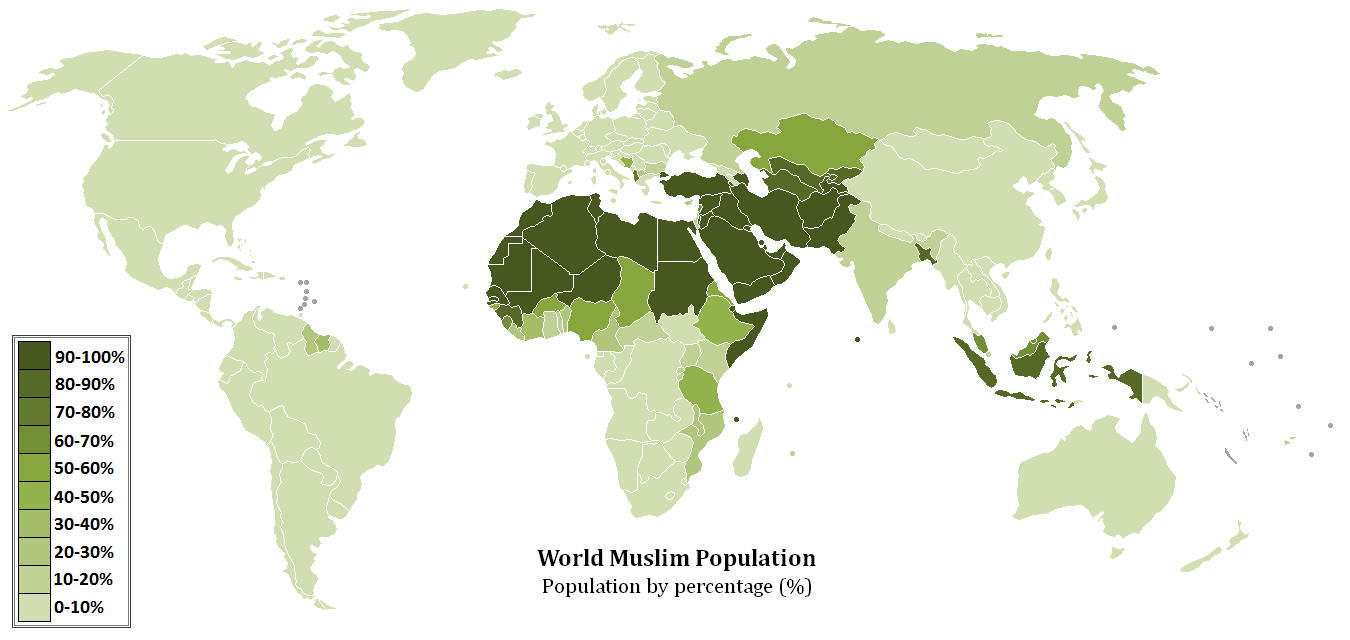
Muslimská světová populace v procentech, země s více než 50 procenty jsou považovány za součást muslimského světa.

Muslimský nebo též islámský svět je oblast obývaná muslimy či společenství států, kde si islámské náboženství udržuje dominantní pozici v demografické či politické oblasti.

## Charakterizace
Termín islámský či muslimský svět má několik významů. V oblasti kultury se jedná o celosvětovou komunitu stoupenců Islámu, neboli muslimů, která pojímá zhruba 1,6 miliardy lidí, tedy asi jednu čtvrtinu světové populace. Součástí této komunity jsou členové nejrůznějších národů a etnických skupin, jejichž jediným společným pojítkem je náboženství. V historickém či geopolitickém smyslu tento termín znamená státy, kde dominuje obyvatelstvo s muslimskou vírou, či kde má islám hlavní vliv v politické rovině.
Celosvětová muslimská komunita se také souhrnně nazývá umma. Islám zdůrazňuje především jednotu a ochranu ostatních muslimů, přestože existuje několik odvětví islámské víry. Charakter islámského světa ovlivnily historicky zejména dva proudy: panislamismus a nacionalismus.

## Seznam muslimských států

Muslimské státy rozdělené podle ústavního statutu náboženství
islámský stát
státní náboženství
sekulární stát
nejasné/neupřesněno

Státy muslimského světa seřazené podle statutu náboženství:

##### Islámské státy
- Afghánistán[2]
- Bahrajn[3]
- Írán
- Mauritánie[4]
- Somálsko
- Omán[5]
- Pákistán[6]
- Jemen[7]
- Saúdská Arábie[zdroj?]

##### Státy, v nichž je islám státním náboženstvím
- Alžírsko[8]
- Bangladéš[9]
- Egypt[10]
- Irák[11]
- Kuvajt
- Libye[12]
- Malajsie[13]
- Maledivy[14]
- Maroko[15]
- Katar[16]
- Tunisko[17]
- Spojené arabské emiráty[18]

##### Sekulární státy
- Burkina Faso[19]
- Gambie[20]
- Guinea[21]
- Mali[22]
- Senegal[23]
- Čad[21]
- Džibutsko[24]
- Indonésie
- Kazachstán
- Kyrgyzstán[25]
- Tádžikistán[26]
- Turkmenistán[27]
- Uzbekistán
- Albánie
- Ázerbájdžán[28]
- Bosna a Hercegovina
- Kosovo
- Turecko

## Počet muslimů ve světě
Údaje vycházejí z demografické studie agentury Pew Research Center:
| Země/Region                    | Muslimská populace 2010 Pew Report | Procento (%) z celkové populace 2010 Pew Report | Procento (%) z celkové světové muslimské populace 2010 Pew Report |
| ------------------------------ | ---------------------------------- | ----------------------------------------------- | ----------------------------------------------------------------- |
| Indonésie                      | 204 847 000                        | 88,1                                            | 12,7                                                              |
| Indie                          | 177 286 000                        | 14,6                                            | 10,9                                                              |
| Pákistán                       | 178 097 000                        | 96,4                                            | 11,0                                                              |
| Bangladéš                      | 148 607 000                        | 90,4                                            | 9,2                                                               |
| Egypt                          | 80 024 000                         | 94,7                                            | 4,9                                                               |
| Nigérie                        | 75 728 000                         | 47,9                                            | 4,7                                                               |
| Írán                           | 74 819 000                         | 99,7                                            | 4,6                                                               |
| Turecko                        | 74 660 000                         | 98,6                                            | 4,6                                                               |
| Jižní a jihovýchodní Asie      | 1 005 507 000                      | 24,8                                            | 62,1                                                              |
| Blízký východ a severní Afrika | 321 869 000                        | 91,2                                            | 19,9                                                              |
| Subsaharská Afrika             | 242 544 000                        | 29,6                                            | 15,0                                                              |
| Evropa                         | 44 138 000                         | 6,0                                             | 2,7                                                               |
| Amerika                        | 5 256 000                          | 0,6                                             | 0,3                                                               |
| Svět                           | 1 619 314 000                      | 23,4                                            | 100                                                               |